# Ermanno Olmi

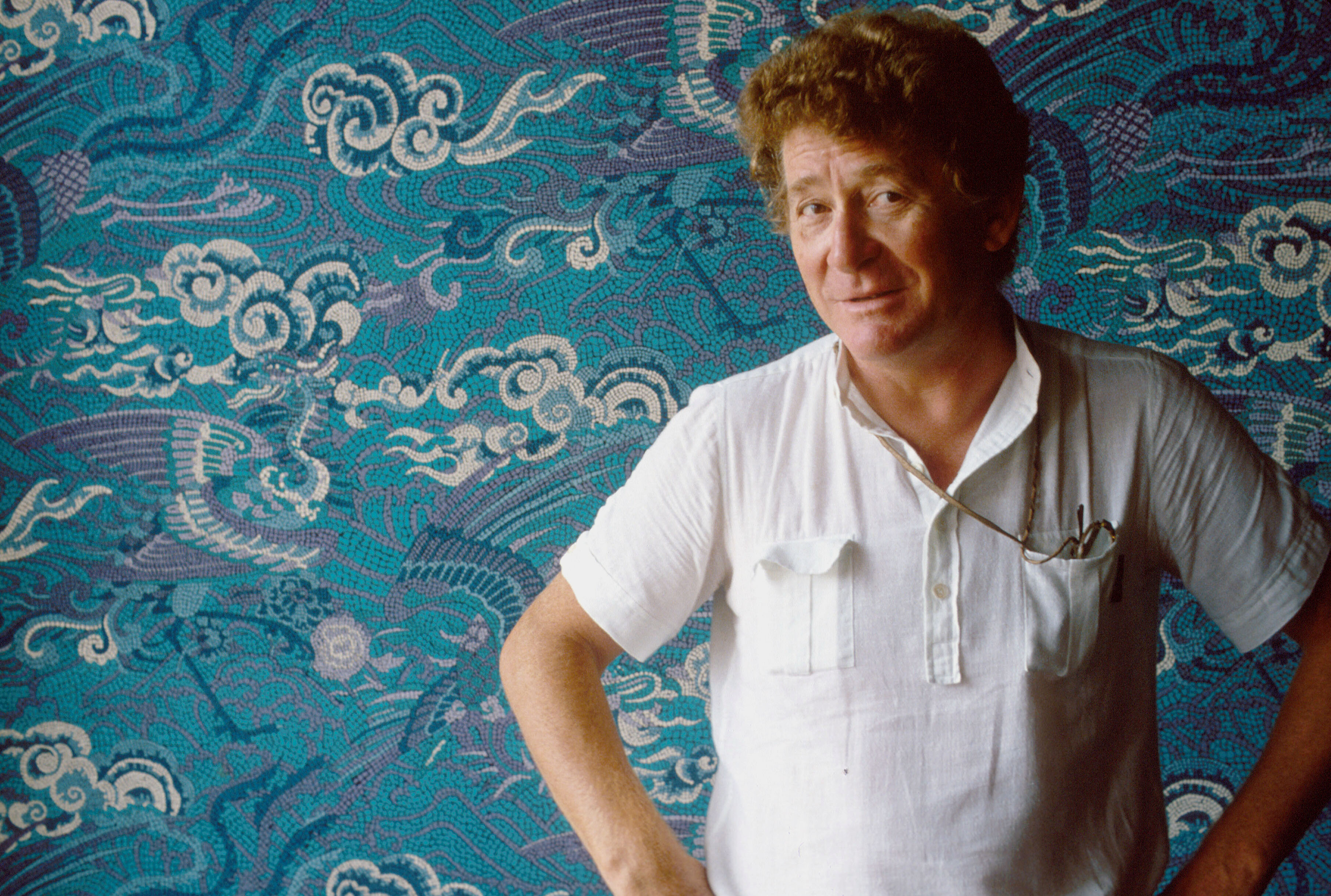
Ermanno Olmi, 1988.

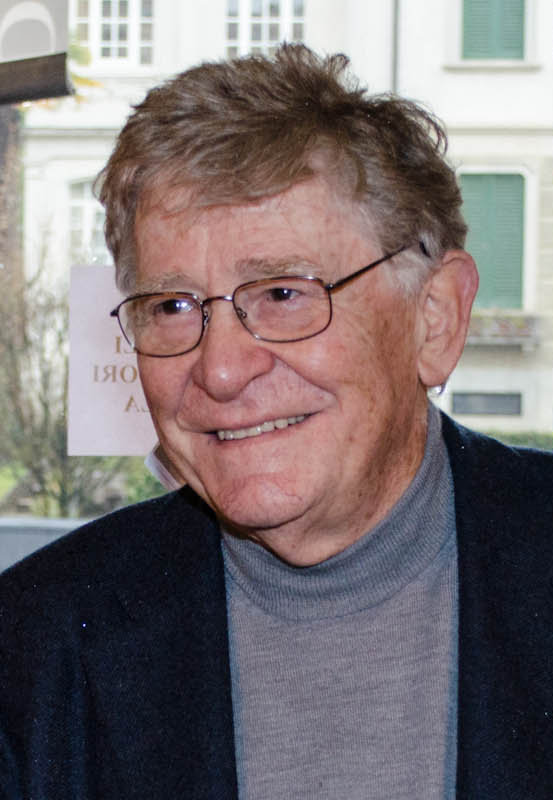
Ermanno Olmi, 2013.

Ermanno Olmi, född 24 juli 1931 i Bergamo i Lombardiet, död 5 maj 2018 i Asiago i Veneto, var en italiensk filmregissör och manusförfattare. Han vann bland annat Guldpalmen vid filmfestivalen i Cannes 1978 för sin film Träskoträdet och Guldlejonet vid filmfestivalen i Venedig 1988 för filmen La leggenda del santo bevitore.

## Biografi
Ermanno Olmi växte upp i ett djupt katolskt hem i Bergamo. Hans far dog i andra världskriget. Han flyttade till Milano för att utbilda sig till skådespelare, men kom istället att regissera korta dokumentärfilmer för bolaget Edisonvolta, där han arbetade för att finansiera sin utbildning. År 1959 kom hans första långfilm, Il tempo si è fermato, som utspelar sig vid ett vattenkraftverk och är rotad i Olmis lantliga bakgrund. Hans andra långfilm, Jobbet från 1961, fick priset David di Donatello för bästa regi och blev ett internationellt genombrott. Den handlar om en ung man som börjar arbeta för ett storföretag och skildrar hur detta påverkar honom. Den följdes av den likaledes framgångsrika De förlovade från 1963, som gav prov på Olmis sinne för vardagsdetaljer.
Efter en rad mindre uppmärksammade filmer återkom Olmi år 1978 till det internationella rampljuset med Träskoträdet, som tilldelades Guldpalmen vid filmfestivalen i Cannes, David di Donatello för bästa film, Césarpriset för bästa utländska film och flera andra priser. Filmen skildrar fyra bondfamiljer som delar samma gård i Lombardiet år 1898. Vid filmfestivalen i Venedig 1987 fick han Silverlejonet och FIPRESCI-priset för Länge leve värdinnan! Året därpå fick han Guldlejonet vid samma festival för La leggenda del santo bevitore. För Il mestiere delle armi från 2001, en biografifilm om Giovanni dalle Bande Nere, fick han fyra David di Donatello-priser och nominerades till Guldpalmen. Vid filmfestivalen i Venedig 2008 fick han heders-Guldlejonet för sitt livsverk.

## Filmregi
- Il tempo si è fermato (1959)
- Jobbet (Il posto) (1961)
- De förlovade (I fidanzati) (1963)
- E venne un uomo (1965)
- La cotta (1967)
- Racconti di giovani amori (1967)
- Plötsligt en dag (Un certo giorno) (1969)
- Skrotsamlarna (I recuperanti) (1969)
- Durante l'estate (1971)
- En händelse (La circostanza) (1974)
- Träskoträdet (L'albero degli zoccoli) (1978)
- Camminacammina (1982)
- Länge leve värdinnan! (Lunga vita alla signora!) (1987)
- La leggenda del santo bevitore (1988)
- Il segreto del bosco vecchio (1993)
- Genesis: Skapelsen och Floden (Genesi: La creazione e il diluvio) (1994)
- I vapnens tjänst (Il mestiere delle armi) (2001)
- Cantando dietro i paraventi (2003)
- Tickets (2005)
- Centochiodi (2007)
- Il villaggio di cartone (2011)
- Torneranno i prati (2014)
- Vedete, sono uno di voi (2017)